# American Enterprise Institute
O American Enterprise Institute for Public Policy Research, conhecido simplesmente como American Enterprise Institute (AEI), é um laboratório de ideais conservador baseado em Washington, D.C. que pesquisa governo, política, economia e bem-estar social.   AEI é uma organização independente sem fins lucrativos apoiada principalmente por contribuições de fundações, empresas e indivíduos. Fundado em 1938, o AEI é comumente associado ao conservadorismo e ao neoconservadorismo, mas não apoia candidatos políticos. 
O AEI é governado por um Conselho de Curadores de 28 membros, composto por executivos e ex-executivos de várias corporações.  Aproximadamente 185 autores estão associados ao AEI.  Arthur C. Brooks atuou como presidente do AEI de janeiro de 2009 a 1º de julho de 2019.  Ele foi sucedido por Robert Doar.

## Membros

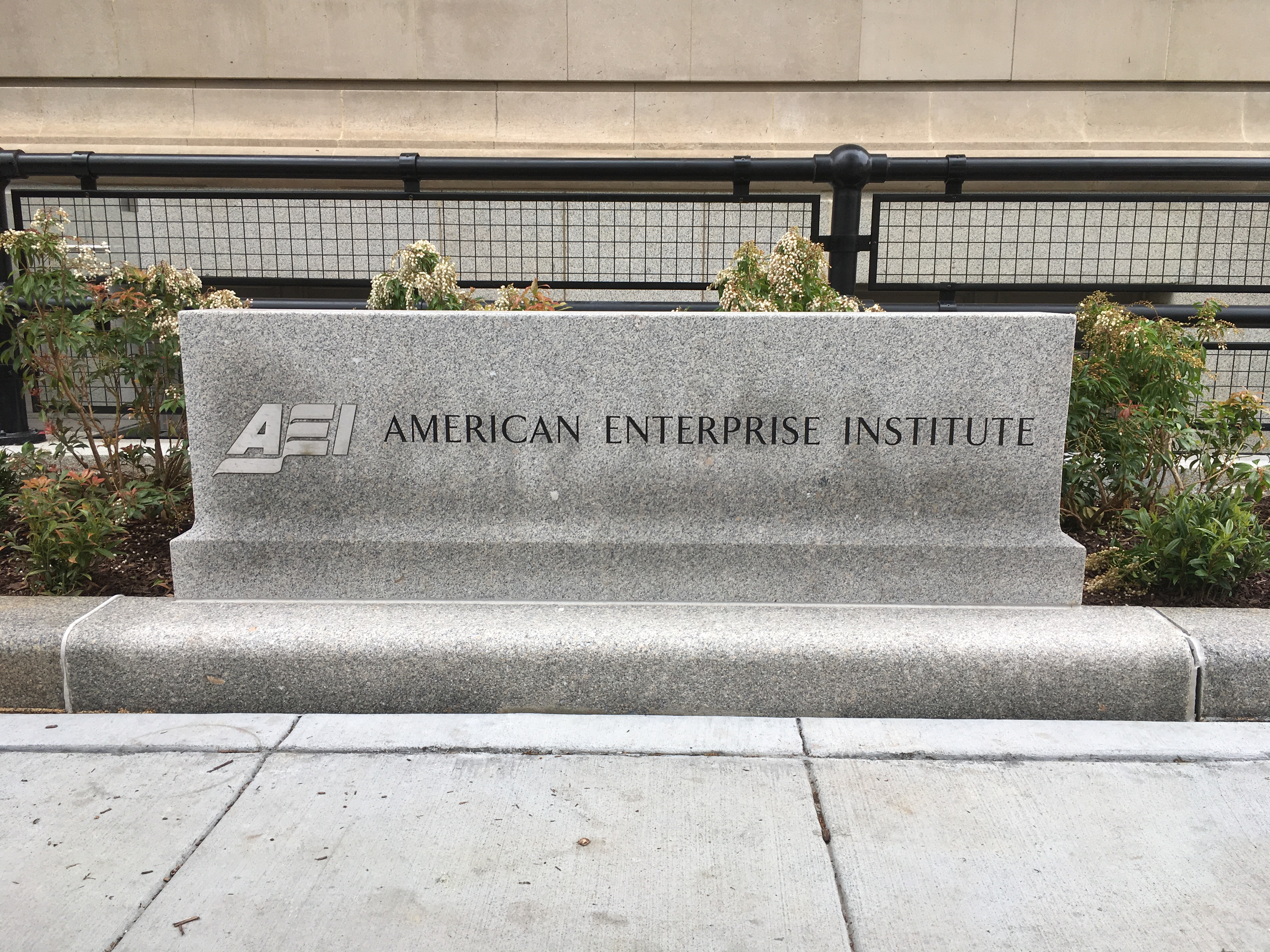
Placa do American Enterprise Institute

Os membros da equipe do AEI foram considerados alguns dos principais arquitetos da política pública e externa do governo Bush.  Mais de vinte membros da equipe serviram em um cargo político no governo Bush ou em um dos muitos painéis e comissões do governo. Entre os proeminentes ex-funcionários do governo agora afiliados ao AEI estão: o membro do Conselho de Curadores do AEI  Dick Cheney, vice-presidente dos Estados Unidos no governo de George W. Bush; John R. Bolton, ex-embaixador nas Nações Unidas; Lynne Cheney, ex-presidente do National Endowment for the Humanities; e Paul Wolfowitz, ex-secretário adjunto de Defesa. 

## Posição política e impacto
O instituto é uma contrapartida de centro-direita à organização de centro-esquerda Brookings Institution;   as duas entidades frequentemente colaboram. De 1998 a 2008, eles co-patrocinaram o Centro Conjunto de Estudos Regulatórios AEI-Brookings e, em 2006, lançaram o Projeto de Reforma Eleitoral AEI-Brookings.  Em 2015, um grupo de trabalho formado por membros de ambas as instituições foi coautor de um relatório intitulado Oportunidade, Responsabilidade e Segurança: Um Plano de Consenso para Reduzir a Pobreza e Restaurar o Sonho Americano. 
AEI é o think tank mais proeminente associado ao neoconservadorismo americano, tanto na arena política doméstica quanto internacional.  Irving Kristol, amplamente considerado um dos fundadores do neoconservadorismo, era um membro sênior do AEI (vindo do Congresso para Liberdade Cultural após a revelação do financiamento deste pela CIA)  e muitos neoconservadores proeminentes, incluindo Jeane Kirkpatrick, Ben Wattenberg e Joshua Muravchik, passaram a maior parte de suas carreiras na AEI. 
De acordo com o Relatório Global Go To Think Tank Index de 2011 (Universidade da Pensilvânia ), o AEI está em 17º lugar nos "Trinta Melhores Think Tanks do Mundo" e em 10º nos "Cinquenta melhores Think Tanks dos Estados Unidos".  A partir de 2019, o American Enterprise Institute também lidera o número de assinantes do YouTube entre os apoiadores do livre mercado. 

## História
O AEI surgiu da American Enterprise Association (AEA), fundada em 1938 por um grupo de empresários de Nova York liderados por Lewis H. Brown. A missão original do AEA era promover "um maior conhecimento público e compreensão das vantagens sociais e econômicas que advêm ao povo americano por meio da manutenção do sistema de empresa livre e competitiva".  Os fundadores do AEI incluíram executivos da Eli Lilly, General Mills, Bristol-Myers, Chemical Bank, Chrysler e Paine Webber. 